# Oubenrê Hor
...-oubenrê Hor II est un roi de la XIIIe dynastie. Il n'est mentionné que dans le Canon royal de Turin à la position 8.15.